# 26.º Troféu HQ Mix
O 26º Troféu HQ Mix foi realizado no dia 13 de setembro de 2014 no Teatro SESC Pompeia, em São Paulo, com apresentação de Serginho Groisman. A premiação, referente aos lançamentos de quadrinhos de 2013, é baseada em votação realizada entre desenhistas, roteiristas, professores, editores, pesquisadores e jornalistas ligado à área de quadrinhos no Brasil. O troféu (que homenageia um autor diferente a cada ano) representava os personagens Níquel Náusea e Flit, criados por Fernando Gonsales.
Um júri de especialistas e jornalistas na área de quadrinhos e humor gráfico foi selecionado para a definição da lista de indicados. Fizeram parte do júri Will (presidente), Heitor Pitombo, Marcelo Naranjo e Télio Navega, Michelle Ramos, Daniel Lopes e Jota Silvestre. Em 10 de abril, uma lista com os pré-indicados em todas as categorias foi divulgada no blog oficial do prêmio, sendo aberta para discussão (exceção para as categorias "Web Tiras" e "Web Quadrinhos", que contaram com inscrições prévias, enviadas por e-mail para os organizadores). Todas as categorias de 2013 se mantiveram, com exceção de "Fã de quadrinhos - personalidade".
Após avaliação das sugestões, os membros do júri fizeram alterações na lista de indicados, divulgando-a oficialmente em 19 de maio. Em 2014, foram sete indicados por categoria. Embora seja permitido aos eleitores escolherem um nome que não esteja entre os indicados, normalmente vence quem está na lista.

## Prêmios[1][3]
| Categoria                                | Vencedor(es) | Outros indicados |
| ---------------------------------------- | --- | --- |
| Adaptação para os quadrinhos             | Dom Casmurro Felipe Greco e Mario Cau / editora Devir | - A Mão e a Luva (Peirópolis) - Eu, Fernando Pessoa (Peirópolis) - Hamlet (Nemo) - O Maravilhoso Mágico de Oz (Panini) - Peter Pan (Nemo) - Pobre Marinheiro (Balão) |
| Desenhista de humor gráfico              | Alpino | Eleito pela comissão e pelo júri especial |
| Desenhista estrangeiro                   | Enki Bilal Tetralogia Monstro | - Eduardo Risso (100 Balas) - John Cassaday (Planetary) - Paolo Rivera (Demolidor) - Sylvain Vallée (Era uma vez na França - vol.1) - Skottie Young (O Maravilhoso Mágico de Oz) - Yuji Iwuhara (O Senhor dos Espinhos) |
| Desenhista nacional                      | Shiko Piteco - Ingá e O Azul Indiferente do Céu | - Alex Genaro (A Mão e a Luva e Válkiria) - Gustavo Duarte (13 e Chico Bento - Pavor Espaciar) - Magno Costa (Mary e 2028) - Mario Cau (Terapia e Dom Casmurro) - Rafael Coutinho (Beijo Adolescente 2) - Vitor Cafaggi (Turma da Mônica - Laços e Valente Por Opção) |
| Destaque internacional                   | André Diniz Duas Luas | - Cris Peter (Casanova, Hinterkind e Astronauta - Magnetar) - Danilo Beyruth (Astronauta - Magnetar) - Ivan Reis (Liga da Justiça) - Mike Deodato (Avengers e New Avengers) - Rafael Albuquerque (Vampiro Americano) - Rafael Grampá (Batman Black & White #2) |
| Destaque latino-americano                | El Viejo Alceo e Matías Bergara / editoras Loco Rabia e Dragón Comics / Uruguai | Eleito pela comissão e pelo júri especial |
| Destaque língua portuguesa               | Banda Desenhada da Língua Portuguesa – BDLP vários autores / independente / Angola e Portugal                                                                                      | Eleito pela comissão e pelo júri especial |
| Dissertação de Mestrado                  | Entre álbum e leitor: traços da vida comum e do homem ordinário no movimento da nouvelle mangá Tiago Canário / Universidade Federal da Bahia                                       | Eleito pela comissão e pelo júri especial |
| Edição especial estrangeira              | Pobre Marinheiro Sammy Harkham / editora Balão | - Azul é a Cor Mais Quente (Martins Fontes) - Crônicas de Jerusalém (Zarabatana) - Era uma vez na França – vol. 1 (Galera/Record) - O Boxeador (8inverso) - Você é Minha Mãe? (Quadrinhos na Cia.) - Tetralogia Monstro (Nemo) |
| Edição especial nacional                 | Turma da Mônica - Laços Vitor Cafaggi e Lu Cafaggi / editora Panini | - Chico Bento – Pavor Espaciar (Panini) - BioCyberdrama Saga (Editora UFG) - Parafusos, zumbis e monstros do espaço (Veneta) - Piteco – Ingá (Panini) - Sabor Brasilis (Zarabatana) - Terapia (Novo Século) |
| Editora do ano                           | Nemo | - Balão - HQM - JBC - Mythos - Panini - Zarabatana |
| Evento                                   | Festival Internacional de Quadrinhos Belo Horizonte | - Brasil Comic Con - Comicmania XV - III FLIQ – Feira de Livros e Quadrinhos de Natal - III Ugra Zine Fest - Mercado de Pulgas - Multiverso Comic Con |
| Exposição                                | Ícones dos Quadrinhos Festival Internacional de Quadrinhos | - Abobrinhas da Brasilônia (Caixa Cultural, SP) - Entre Ideias e Rascunhos (Sesc Palladium, Belo Horizonte) - Exposição Lelis (FIQ 2013) - HQBR21 – O Quadrinho brasileiro no Novo Século (Sesc Belenzinho - SP) - Mônica Parade (Exposição de rua - SP) - Tezuka, O Rei do Mangá (Castelinho do Flamengo, RJ)                                                                  |
| Grande contribuição                      | Catarse | Eleito pela comissão e pelo júri especial |
| Grande mestre                            | Angeli | Eleito pela comissão e pelo júri especial |
| Homenagem especial                       | Memória Gráfica Brasileira – MGB | Eleito pela comissão e pelo júri especial |
| Livro teórico                            | Marvel Comics - A história secreta Sean Howe / editora Leya Brasil | - Anuário dos Fanzines 2013 (Independente) - A arte de Osamu Tezuka – Deus do Mangá (Mythos) - A arte de quadrinizar. Filosofia e prática (WMF Martins Fontes) - Os Pioneiros no Estudo dos Quadrinhos no Brasil (Criativo) - Os quadrinhos na era digital. HQtrônicas, webcomics e cultura participativa (Marsupial) - Will Eisner. Um sonhador dos quadrinhos (Editora Globo) |
| Novo talento (desenhista)                | Lu Cafaggi Turma da Mônica - Laços | - Alcimar Frazão (Me & Devil) - Camilo Solano (Inspiração - Deixa entrar Sol nesse Porão) - George Schall (Moschitto e Sabor Brasilis) - João Azeitona (Imaginários em Quadrinhos) - Juscelino Neco (Parafusos, Zumbis e Monstros do Espaço) - Luciano Salles (O Quarto Vivente)                                                                                                |
| Novo talento (roteirista)                | Pedro Cobiaco Harmatã | - Brão Barbosa (Feliz Aniversário Minha Amada) - Camilo Solano (Inspiração - Deixa entrar Sol nesse Porão) - Emilio Fraia (Campo Branco) - Fabio Coala (O Monstro) - Juscelino Neco (Parafusos, Zumbis e Monstros do Espaço) - Liber Paz (As Coisas que Cecília Fez) |
| Produção para outras linguagens          | Cena HQ Projeto teatral apresentado na Caixa Cultural | - Arrow (série de televisão) - Azul É a Cor Mais Quente (Filme) - Batman: Arkham Origins (Game) - Luz, Anima, Ação (Documentário dirigido por Eduardo Calvet) - Agentes da S.H.I.E.L.D. (Série de TV) - Vida de Estagiário (Série de TV) |
| Projeto editorial                        | Coleção Moebius editora Nemo | - Coleção Oficial de Graphic Novels da Marvel (Salvat) - Coleção Zug (Balão Editorial) - Combo Rangers (JBC) - Graphic MSP (Panini) - Ícones dos Quadrinhos (Independente) - Mônica(s) (Panini) |
| Publicação de aventura / terror / ficção | Piteco - Ingá Shiko / editora Panini | - 20th Century Boys 3-8 (Panini) - Demolidor (Panini) - J. Kendall 98-106 (Mythos) - Sweet Tooth 3-4 (Panini) - Old Boy (Sampa) - Os Mortos-Vivos (The Walking Dead) vol. 11-12 (HQM) |
| Publicação de clássico                   | Fradim Henfil / editora Henfil - Educação e Sustentabilidade | - As Diabruras de Quick e Flupke Vol.1 (Globo) - Os Companheiros do Crepúsculo (Nemo) - Death Note: Black Edition (JBC) - Luluzinha: Quadrinhos Clássicos dos Anos 1940 e 1950 (Pixel) - Monstro do Pântano – Raizes Vol. 1 (Panini) - Tiki, o Menino Guerreiro (Quadro a Quadro)                                                                                               |
| Publicação de humor gráfico              | Os Grandes Artistas da Mad - Sergio Aragonés Sergio Aragonés / editora Panini | - A Mente Suja de Robert Crumb (Veneta) - Causos do Santiago (Zarabatana) - ...E Depois a Maluca sou Eu (Peixe Grande) - Gervásio e Jandira, 20 anos de Humor (Zappa) - O Lixo da História (Cia das Letras) - Pago Pra Ver (Instituto Estadual do Livro) |
| Publicação de tiras                      | Valente por opção Vitor Cafaggi / editora Panini | - Amok (Mórula Editorial) - Calvin – Existem Tesouros em Todos os Lugares (Conrad) - Coelho Nero (Independente) - Macanudo 6 (Zarabatana) - Níquel Náusea: Siga Seus Extintos (Devir) - O Intestino Eloquente (Independente) |
| Publicação independente de autor         | Beijo Adolescente 2 Rafael Coutinho | - Bira Zine # 2 (Bira Dantas) - Feliz Aniversário, Minha Amada (Brão Barbosa) - Nem Morto 2 (Léo Finocchi) - Overdose Homeopática (Marco Oliveira) - Quadrinhos A2 3 (Cris Eiko e Paulo Crumbim) - São Paulo dos Mortos (Daniel Esteves) |
| Publicação independente de grupo         | Café Espacial #12 vários autores | - Friquinique - Loki - Máquina Zero - Quad - Surfista Calhorda - Visualizando Citações |
| Publicação independente edição única     | O Monstro Fabio Coala | - As Coisas que Cecília Fez (Liber Paz) - Baratão 66 (Bruno Azevêdo e Luciano Irrthum) - Harmatã (Pedro Cobiaco) - O Azul Indiferente do Céu (Shiko) - O Quarto Vivente (Luciano Salles) - Malu, Memórias de Uma Trans (Cordeiro de Sá) |
| Publicação infantojuvenil                | Turma da Mônica - Laços Vitor Cafaggi e Lu Cafaggi / editora Panini | - Clássicos do Cinema Turma da Mônica (Panini) - Combo Rangers: Somos Heróis (JBC) - Cosmonauta Cosmo! (Mingulin/Quadrinhos Rasos) - Futuros Heróis (Desiderata/Nova Fronteira) - Gigantes, Cuidado! (V&R) - O Amuleto – A Maldição do Guardião da Pedra (Fundamento) |
| Publicação mix                           | Friquinique independente | - Imaginários em Quadrinhos Vol. 2 (Draco) - Juiz Dredd Magazine (Mythos) - Máquina Zero (Independente) - Surfista Calhorda (Independente) - Vertigo Especial – Atire & Outras Histórias (Panini) - X-O Manowar (HQM) |
| Roteirista estrangeiro                   | Robert Kirkman The Walking Dead | - Alison Bechdel (Você é Minha Mãe?) - Naoki Urasawa (20th Century Boys) - Guy Delisle (Crônicas de Jerusalém) - Jason Aaron (Escalpo) - Mark Waid (Demolidor) - Reinhard Kleist (O Boxeador) |
| Roteirista nacional                      | Vitor Cafaggi e Lu Cafaggi Turma da Mônica - Laços | - André Diniz (Z de Zelito) - Daniel Esteves (São Paulo dos Mortos) - Estevão Ribeiro (Futuros Heróis) - José Aguiar (Folheteen - Direto ao Ponto) - Shiko (Piteco - Ingá) - Wellington Srbek (Hamlet) |
| Salão e festival                         | 1ª Bienal Internacional de Caricatura Rio de Janeiro | Eleito pela comissão e pelo júri especial |
| Tese de Doutorado                        | O reencantamento do mundo em quadrinhos: Uma análise de Promethea, de Alan Moore e J. H. Wiliams III Carlos Manoel de Hollanda Cavalcanti / Universidade Federal do Rio de Janeiro | Eleito pela comissão e pelo júri especial |
| Tira nacional                            | Manual do Minotauro Laerte Coutinho | - Chiclete com Banana (Angeli) - Níquel Náusea (Fernando Gonsales) - Os Passarinhos (Estevão Ribeiro) - Preto no Branco (Allan Sieber) - Quase Nada (Fabio Moon e Gabriel Bá) - Valente (Vitor Cafaggi) |
| Trabalho de conclusão de curso           | A trajetória de Kamui Shirou: a representação da sociedade japonesa refletida nos mangás Luiz Henrique Bezerra / Pontifícia Universidade Católica do Paraná                        | Eleito pela comissão e pelo júri especial |
| Web quadrinhos                           | Terapia Mario Cau, Marina Kurcis e Rob Gordon | - Bear - Beladona - Era da Ferrugem - Pocket Comics - Robô Esmaga - Quadrinhos Ácidos |
| Web tiras                                | Overdose Homeopática Marco Oliveira | - A Vida com Logan - As Traumáticas Aventuras do Filho do Freud - Coelho Nero - Mentirinhas - Última Quimera - Um Sábado Qualquer |